# Congiunzione di due lune 2 - Ritorno a Two Moon Junction
Congiunzione di due lune 2 - Ritorno a Two Moon Junction è un film romantico-erotico del 1995 diretto Farhad Mann. Il film è il sequel di Congiunzione di due lune del 1988.